# Erlenbacher Backwaren

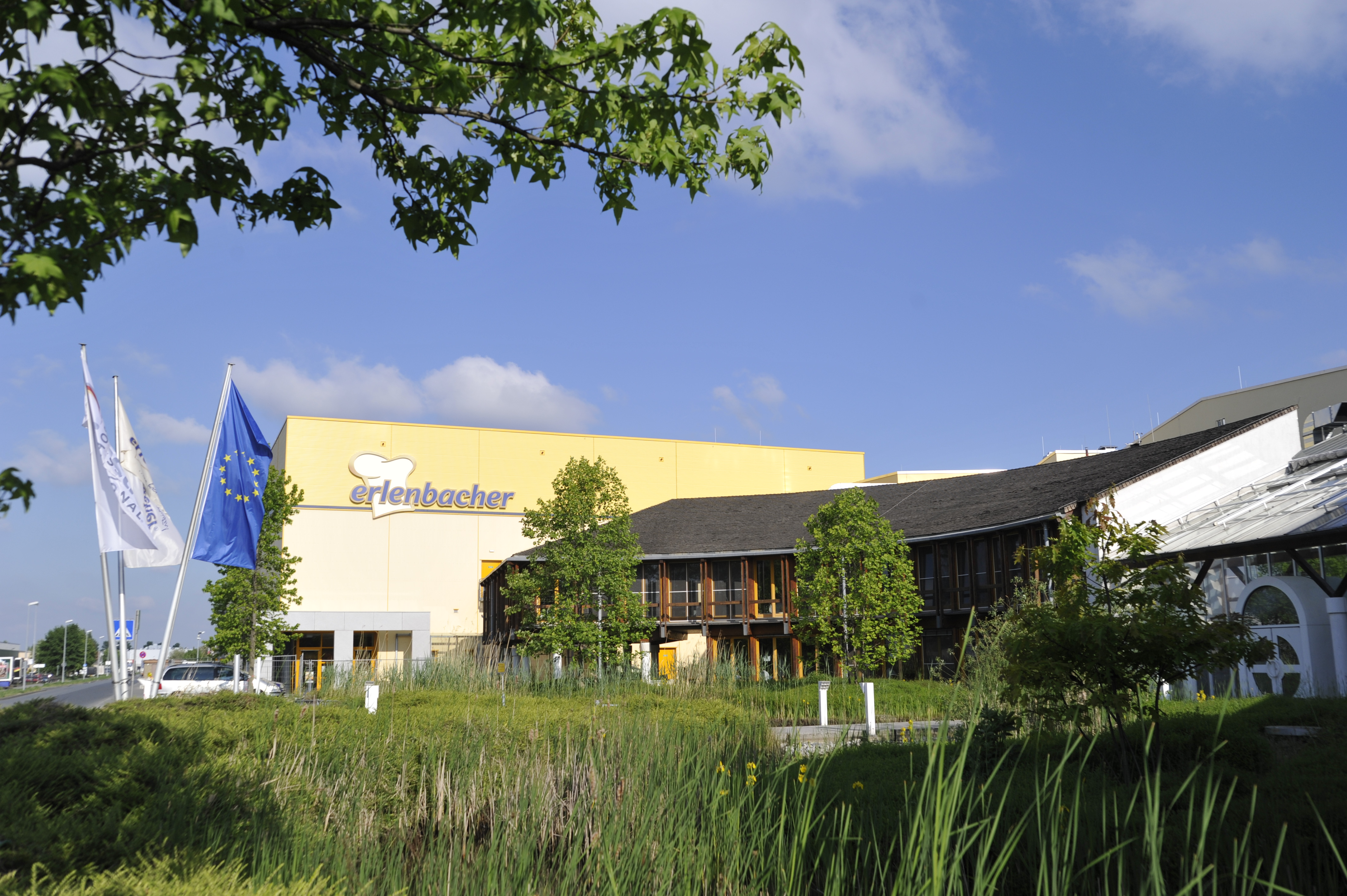
Zentrale der Erlenbacher Backwaren GmbH in Groß-Gerau

Die Erlenbacher Backwaren GmbH mit Sitz in Groß-Gerau in Hessen ist der größte deutsche Produzent von tiefgekühlten Kuchen und Sahneprodukten. Die Produkte werden in über 45 Länder der Welt vertrieben. Der Vertriebsschwerpunkt liegt auf dem europäischen Außer-Haus-Markt. 
Erlenbacher beschäftigt mehr als 545 Mitarbeiter, die jährlich ca. 23 Millionen Kuchen, Torten und Törtchen produzieren und ist damit einer der größten Arbeitgeber in Groß-Gerau und Umgebung.

## Geschichte
Erlenbacher wurde 1973 von Klaus Fischer in Nieder-Erlenbach nahe Frankfurt am Main gegründet. Damals wurde ausschließlich im Auftrag anderer Kunden produziert. Der erste Kuchen, den Erlenbacher produzierte, war ein Apfelkuchen für den Tiefkühl-Heimservice, der den Kuchen wiederum in eigener Verpackung und eigenem Vertrieb an den Endverbraucher lieferte.
Im Jahr 1977 wurde der Firmensitz nach Groß-Gerau verlegt. 1998 wurde Erlenbacher vom damals größten Kunden Schöller übernommen. 1999 begann Erlenbacher, auch unter eigenem Namen Kuchen und Torten zu verkaufen. 2002 verkaufte Südzucker, die inzwischen Schöller und damit auch Erlenbacher gekauft hatten, das Unternehmen an den Schweizer Nestlé-Konzern. 2005 startete mit der Marke „Backhits“ der Verkauf von Kuchen über Abholgroßmärkte. Von 2008 bis 2011 erfolgte eine große Werkserweiterung. Seit dem 1. Oktober 2016 gehört die Erlenbacher Backwaren GmbH zu Froneri, einem Gemeinschaftsunternehmen von Nestlé mit dem britischen Speiseeis-Hersteller R&R Ice Cream. 